# Звенигородский, Иван Александрович
Князь Иван Александрович Звенигородский (? — 1476) — наместник и воевода. Сын звенигородского князя Александра Фёдоровича. Имел трёх братьев: князей Глеба, Фёдора и Евлаха Александровичей.

## Биография
В 1451 году, при приближении к Оке ногайского царевича Мазовши, сына Седи-Ахматова, великий князь Василий II Васильевич Тёмный приказал князь Ивану Александровичу стоять на Оке и препятствовать переправе татар через реку, но Звенигородский, увидев татар, перепугался и бежал со всеми полками, очистив путь неприятелю.
В 1463 году псковитяне после размолвки с великим князем, разгневанным на них за изгнание его наместника, получили разрешение избрать нового князя-наместника. Выбор псковитян пал на князя Ивана Александровича, которого они приняли и с честью посадили на княжение. Находясь наместником Пскова, заключает мирный договор с рижским магистратом (1463). Отправляет посла в Юрьев для заключения мира с епископом и жителями (1464).
В 1464 году вместе со степенным посадником, заложил новый деревянный город на р. Сини и назвал его Красным городцом, а в следующем году, также вместе с посадником, поставил в нём деревянную стену.
Осенью 1466 года вопреки просьбам псковитян уехал в Москву.
Псковитяне снова просят великого князя прислать его к ним, но безуспешно, так как он в этом году умирает († 1476) в Страстную пятницу во Владимире.
Оставил двоих сыновей: Ивана Звенца и Василия Ноздроватого.